# Michael Sandstød
Michael Sandstød, född den 23 juni 1968 i Köpenhamn i Danmark, är en dansk tävlingscyklist, både på bana och på landsväg, som tog OS-brons i lagförföljelsen vid olympiska sommarspelen 1992 i Barcelona.